# Johan van Schreven
Johan Thomas Carel van Schreven (ur. 17 września 1874 w Batavii, zm. 10 listopada 1924 w Nicei) – szermierz reprezentujący Holandię, uczestnik letnich igrzysk olimpijskich w 1908 roku.